# Бородин, Василий Егорович
Василий Егорович Бородин (25 декабря 1936 — 25 июня 2004) — бригадир ГРОЗ шахты «Глубокая» (г. Копейск, Челябинская область), Герой Социалистического Труда (1971).

## Биография
Родился 25 декабря 1936 года на территории современной Тамбовской области в крестьянской семье.
Окончив в 1952 году семилетку в родном селе, был принят счетоводом в колхоз им. С. Будённого. В 1953 году по оргнабору переехал в Копейск, где в 1954 году окончил горнопромышленное училище № 3 (ныне ПУ № 34) и направлен на шахту № 22 («Красная горнячка») навалоотбойщиком. В 1956 году назначен бригадиром горнорабочих очистного забоя. С этой должности ушел в армию. После службы вернулся в Копейск и стал работать на шахте «Глубокая» бригадиром комплексной бригады. За счет внедрения научной организации труда и грамотного использования оборудования его бригада в 1966 году добилась наивысшей выработки по Челябинскому бассейну — 18600 тонн угля в месяц. Бригадир был награждён орденом Трудового Красного Знамени.
При участии Бородина на шахте разрабатывались и внедрялась новая технология крепления лавы, а также приспособление для увеличения работы комбайна, которое обеспечивало рост нагрузки на лаву с 350 до 380 т угля в сутки. Бородин впервые в Челябинском угольном бассейне в лаве под углом падения 37° использовал комбайн «Донбасс», что позволило в 2 раза увеличить производительность и значительно улучшить условия и безопасность труда шахтеров. В 1970 году Бородин досрочно завершил пятилетнее задание, выработав сверх плана 32 тыс. тонн угля.
В 1973 году, в трудное для шахты время, В. Е. Бородин перешел работать на отстающий участок № 5, где вместе с товарищами одним из первых освоил и применил механизированный комплекс КМ-87. Очень скоро бригада вышла в число передовых. Для решения новых технических задач требовались дополнительные знания, и в 1972 году Бородин окончил копейскую ШРМ № 3, в 1977 году — Копейский вечерний горный техникум по специальности «техник подземной разработки угольных месторождений». Обучил своей профессии более 300 молодых рабочих.
С 1980 по 2000 г.г. работал мастером производственного обучения в ПУ № 34 им. С. Хохрякова в Копейске. По собственной инициативе во внеурочное время провел реконструкцию и ремонт кабинетов и мастерских училища. Неоднократно избирался депутатом Копейского городского (1961—1964) и Челябинского областного (1964—1970) Советов депутатов трудящихся, член бюро Копейского горкома КПСС. При активном участии Бородина решился вопрос о строительстве в городе котельной, столовой в Копейском горном техникуме, улучшилось водоснабжение, был благоустроен посёлок Горняк и т. д.
Депутат Верховного Совета СССР (1974—1979), делегат XXIV съезда КПСС (1971).
Умер 25 июня 2004 года. Похоронен в Копейске на Центральном (Злаказовском) кладбище.

## Награды и звания
- Указом Президиума Верховного Совета СССР от 30 марта 1971 года В. Е. Бородину было присвоено звание Героя Социалистического Труда с вручением ордена Ленина и золотой медали «Серп и молот».
- Орден Трудового Красного Знамени (1966).
- Полный кавалер знака «Шахтёрская слава» (1962, 1966, 1971),
- «Почётный шахтёр» (1972),
- Почётный гражданин г. Копейска.